# Gerhard Wikrén
Rune Olof Gerhard Wikrén, född den 28 mars 1936 i Uddevalla, är en svensk jurist.
Wikrén avlade juris kandidatexamen vid Lunds universitet 1960 och genomförde tingstjänstgöring i Gärds och Albo domsaga 1962–1964. Han blev fiskal i Hovrätten över Skåne och Blekinge 1965, var tingssekreterare i Ystads domsaga 1967–1969, adjungerad ledamot i Hovrätten över Skåne och Blekinge 1969, blev assessor där 1969, var sakkunnig i Justitiedepartementet 1969–1972, sakkunnig i Arbetsmarknadsdepartementet 1975–1983, departementsråd 1984–1985 och expeditionschef i utlänningsärenden 1986. Wikrén blev hovrättsråd i Göta hovrätt 1980 (men åtnjöt tjänstledighet på grund av andra uppdrag), ställföreträdande ordförande i Bostadsdomstolen 1987, ordförande där 1993 och hovrättslagman i Svea hovrätt samma år. Han utgav Semesterlagen med kommentarer (1977) och Utlänningslagen med kommentarer (1981).